# Hillel Slovak
Hillel Slovak (13. april 1962 – 25. juni 1988) var en israelsk/amerikansk guitarist og tidligere medlem af Red Hot Chili Peppers. Han døde af en overdosis heroin i 1988. Efter hans død lavede Red Hot Chili Peppers en minde-sang om ham, som hed "Knock Me Down".